# Isotopes du vanadium
Le vanadium (V, numéro atomique 23) possède 26 isotopes connus de nombre de masse variant entre 40 et 65,  et cinq isomères nucléaires. Seul l'un de ces isotopes est stable, 51V, largement majoritaire, le reste étant constitués de 50V, un radioisotope naturel avec une demi-vie particulièrement longue de 1,5×1017 années (soit 10 millions de fois l'âge de l'univers). De ce fait, le vanadium est un élément monoisotopique, mais pas un élément mononucléidique. Sa masse atomique standard est de 50,941 5(1) u, très proche de la masse isotopique de 51V.
Parmi les 24 radioisotopes artificiels, les plus stables sont 49V  avec une demi-vie de 330 jours, et48V avec une demi-vie de 15,973 5 jours. Tous les autres isotopes ont des demi-vies inférieure à 1 heure et la plupart inférieure à 10 secondes, le moins stable connu étant 42V avec une demi-vie inférieure à 55 nanosecondes, sachant que la demi-vie des isotopes plus légers n'a pas été déterminée pour l'instant.
Les trois isotopes les plus légers se désintègrent par émission de proton. Tous les autres isotopes plus légers que 49V se désintègrent principalement par émission de positron (β+), ce dernier se désintégrant par capture électronique, et 50V se désintégrant majoritairement (83 %) par émission de positron, mais aussi par désintégration β− (17 %). Tous les radioisotopes plus légers que 51V produisent donc majoritairement des isotopes du titane. Les radioisotopes plus lourds eux se désintègrent principalement par désintégration β− en isotopes du chrome.

## Vanadium naturel
Le vanadium naturel est composé de l'isotope stable 51V et de l'isotope quasi stable 50V.
| Isotope | Abondance (pourcentage molaire) | Gamme de variation |
| ------- | ------------------------------- | ------------------ |
| 50V     | 0,250 (4) %                     | 0,2487 - 0,2502    |
| 51V     | 99,750 (4) %                    | 99,7498 - 99,7513  |

## Table des isotopes
| Symbole de l'isotope | Z (p)                | N (n)                | Masse isotopique (u) | Demi-vie         | Mode(s) de désintégration, | Isotope(s) fils | Spin nucléaire |
| Symbole de l'isotope | Énergie d'excitation | Énergie d'excitation | Énergie d'excitation | Demi-vie         | Mode(s) de désintégration, | Isotope(s) fils | Spin nucléaire |
| -------------------- | -------------------- | -------------------- | -------------------- | ---------------- | -------------------------- | --------------- | -------------- |
| 40V                  | 23                   | 17                   | 40,01109(54)#        |                  | p                          | 39Ti            | 2-#            |
| 41V                  | 23                   | 18                   | 40,99978(22)#        |                  | p                          | 40Ti            | 7/2-#          |
| 42V                  | 23                   | 19                   | 41,99123(21)#        | <55 ns           | p                          | 41Ti            | 2-#            |
| 43V                  | 23                   | 20                   | 42,98065(25)#        | 80# ms           | β+                         | 43Ti            | 7/2-#          |
| 44V                  | 23                   | 21                   | 43,97411(13)         | 111(7) ms        | β+ (>99,9 %)               | 44Ti            | (2+)           |
| 44V                  | 23                   | 21                   | 43,97411(13)         | 111(7) ms        | β−, α (<0,1 %)             | 40Ca            | (2+)           |
| 44mV                 | 270(100)# keV        | 270(100)# keV        | 270(100)# keV        | 150(3) ms        | β+                         | 44Ti            | (6+)           |
| 45V                  | 23                   | 22                   | 44,965776(18)        | 547(6) ms        | β+                         | 45Ti            | 7/2-           |
| 46V                  | 23                   | 23                   | 45,9602005(11)       | 422,50(11) ms    | β+                         | 46Ti            | 0+             |
| 46mV                 | 801,46(10) keV       | 801,46(10) keV       | 801,46(10) keV       | 1,02(7) ms       | TI                         | 46V             | 3+             |
| 47V                  | 23                   | 24                   | 46,9549089(9)        | 32,6(3) min      | β+                         | 47Ti            | 3/2-           |
| 48V                  | 23                   | 25                   | 47,9522537(27)       | 15,9735(25) j    | β+                         | 48Ti            | 4+             |
| 49V                  | 23                   | 26                   | 48,9485161(12)       | 329(3) j         | CE                         | 49Ti            | 7/2-           |
| 50V                  | 23                   | 27                   | 49,9471585(11)       | 1,4(4)×1017 a    | β+ (83 %)                  | 50Ti            | 6+             |
| 50V                  | 23                   | 27                   | 49,9471585(11)       | 1,4(4)×1017 a    | β− (17 %)                  | 50Cr            | 6+             |
| 51V                  | 23                   | 28                   | 50,9439595(11)       | Stable           | Stable                     | Stable          | 7/2-           |
| 52V                  | 23                   | 29                   | 51,9447755(11)       | 3,743(5) min     | β−                         | 52Cr            | 3+             |
| 53V                  | 23                   | 30                   | 52,944338(3)         | 1,60(4) min      | β−                         | 53Cr            | 7/2-           |
| 54V                  | 23                   | 31                   | 53,946440(16)        | 49,8(5) s        | β−                         | 54Cr            | 3+             |
| 54mV                 | 108(3) keV           | 108(3) keV           | 108(3) keV           | 900(500) ns      |                            |                 | (5+)           |
| 55V                  | 23                   | 32                   | 54,94723(11)         | 6,54(15) s       | β−                         | 55Cr            | (7/2-)#        |
| 56V                  | 23                   | 33                   | 55,95053(22)         | 216(4) ms        | β− (>99,9 %)               | 56Cr            | (1+)           |
| 56V                  | 23                   | 33                   | 55,95053(22)         | 216(4) ms        | β−, n                      | 55Cr            | (1+)           |
| 57V                  | 23                   | 34                   | 56,95256(25)         | 0,35(1) s        | β− (>99,9 %)               | 57Cr            | (3/2-)         |
| 57V                  | 23                   | 34                   | 56,95256(25)         | 0,35(1) s        | β−, n (<0,1 %)             | 56Cr            | (3/2-)         |
| 58V                  | 23                   | 35                   | 57,95683(27)         | 191(8) ms        | β− (>99,9 %)               | 58Cr            | 3+#            |
| 58V                  | 23                   | 35                   | 57,95683(27)         | 191(8) ms        | β−, n (<0,1 %)             | 57Cr            | 3+#            |
| 59V                  | 23                   | 36                   | 58,96021(33)         | 75(7) ms         | β− (>99,9 %)               | 59Cr            | 7/2-#          |
| 59V                  | 23                   | 36                   | 58,96021(33)         | 75(7) ms         | β−, n (<0,1 %)             | 58Cr            | 7/2-#          |
| 60V                  | 23                   | 37                   | 59,96503(51)         | 122(18) ms       | β− (>99,9 %)               | 60Cr            | 3+#            |
| 60V                  | 23                   | 37                   | 59,96503(51)         | 122(18) ms       | β−, n (<0,1 %)             | 59Cr            | 3+#            |
| 60m1V                | 0(150)# keV          | 0(150)# keV          | 0(150)# keV          | 40(15) ms        |                            |                 | 1+#            |
| 60m2V                | 101(1) keV           | 101(1) keV           | 101(1) keV           | >400 ns          |                            |                 |                |
| 61V                  | 23                   | 38                   | 60,96848(43)#        | 47,0(12) ms      | β−                         | 61Cr            | 7/2-#          |
| 62V                  | 23                   | 39                   | 61,97378(54)#        | 33,5(20) ms      | β−                         | 62Cr            | 3+#            |
| 63V                  | 23                   | 40                   | 62,97755(64)#        | 17(3) ms         | β−                         | 63Cr            | (7/2-)#        |
| 64V                  | 23                   | 41                   | 63,98347(75)#        | 10# ms [>300 ns] |                            |                 |                |
| 65V                  | 23                   | 42                   | 64,98792(86)#        | 10# ms           |                            |                 | 5/2-#          |

1. ↑  Abréviations :
CE : capture électronique ;
TI : transition isomérique.
2. ↑  Isotopes stables en gras.
3. ↑  radionucléide primordial.

### Remarques
- Il existe des échantillons géologiques exceptionnels dont la composition isotopique est en dehors de l'échelle donnée. L'incertitude sur la masse atomique de tels échantillons peut excéder les valeurs données.
- Les valeurs marquées # ne sont pas purement dérivées des données expérimentales, mais aussi au moins en partie à partir des tendances systématiques. Les spins avec des arguments d'affectation faibles sont entre parenthèses.
- Les incertitudes sont données de façon concise entre parenthèses après la décimale correspondante. Les valeurs d'incertitude dénotent un écart-type, à l'exception de la composition isotopique et de la masse atomique standard de l'IUPAC qui utilisent des incertitudes élargies[2].
- Masses des isotopes données par la Commission sur les Symboles, les Unités, la Nomenclature, les Masses atomiques et les Constantes fondamentales (SUNAMCO) de l'IUPAP.
- Abondances isotopiques données par la Commission des abondances isotopiques et des poids atomiques de l'IUPAC.

- Masse des isotopes depuis :
  - (en) G. Audi, A. H. Wapstra, C. Thibault, J. Blachot et O. Bersillon, « The NUBASE evaluation of nuclear and decay properties », Nucl. Phys. A, vol. 729,‎ 2003, p. 3–128 (DOI 10.1016/j.nuclphysa.2003.11.001, Bibcode 2003NuPhA.729....3A, lire en ligne [archive du 23 septembre 2008])
- Compositions isotopiques et masses atomiques standards :
  - (en) J. R. de Laeter, J. K. Böhlke, P. De Bièvre, H. Hidaka, H. S. Peiser, K. J. R. Rosman et P. D. P. Taylor, « Atomic weights of the elements. Review 2000 (IUPAC Technical Report) », Pure Appl. Chem., vol. 75, no 6,‎ 2003, p. 683–800 (DOI 10.1351/pac200375060683, lire en ligne)
  - (en) M. E. Wieser, « Atomic weights of the elements 2005 (IUPAC Technical Report) », Pure Appl. Chem., vol. 78, no 11,‎ 2006, p. 2051–2066 (DOI 10.1351/pac200678112051, lire en ligne), résumé
- Demi-vies, spins et données sur les isomères sélectionnés depuis les sources suivantes :
  - (en) G. Audi, A. H. Wapstra, C. Thibault, J. Blachot et O. Bersillon, « The NUBASE evaluation of nuclear and decay properties », Nucl. Phys. A, vol. 729,‎ 2003, p. 3–128 (DOI 10.1016/j.nuclphysa.2003.11.001, Bibcode 2003NuPhA.729....3A, lire en ligne [archive du 23 septembre 2008])
  - (en) National Nuclear Data Center, « NuDat 2.1 database », Laboratoire national de Brookhaven (consulté en septembre 2005)
  - (en) N. E. Holden, CRC Handbook of Chemistry and Physics, D. R. Lide, CRC Press, 2004, 85e éd., 2712 p. (ISBN 978-0-8493-0485-9, lire en ligne), « Table of the Isotopes », Section 11

| 1 | H  |    |    |    |    |    |    |    |    |    |    |    |    |    |    |    |    |    |    |    |    |    |    |    |    |    |    |    |    |    |    | He |
| 2 | Li | Be |    |    |    |    |    |    |    |    |    |    |    |    |    |    |    |    |    |    |    |    |    |    |    |    | B  | C  | N  | O  | F  | Ne |
| 3 | Na | Mg |    |    |    |    |    |    |    |    |    |    |    |    |    |    |    |    |    |    |    |    |    |    |    |    | Al | Si | P  | S  | Cl | Ar |
| 4 | K  | Ca |    |    |    |    |    |    |    |    |    |    |    |    |    |    | Sc | Ti | V  | Cr | Mn | Fe | Co | Ni | Cu | Zn | Ga | Ge | As | Se | Br | Kr |
| 5 | Rb | Sr |    |    |    |    |    |    |    |    |    |    |    |    |    |    | Y  | Zr | Nb | Mo | Tc | Ru | Rh | Pd | Ag | Cd | In | Sn | Sb | Te | I  | Xe |
| 6 | Cs | Ba | La | Ce | Pr | Nd | Pm | Sm | Eu | Gd | Tb | Dy | Ho | Er | Tm | Yb | Lu | Hf | Ta | W  | Re | Os | Ir | Pt | Au | Hg | Tl | Pb | Bi | Po | At | Rn |
| 7 | Fr | Ra | Ac | Th | Pa | U  | Np | Pu | Am | Cm | Bk | Cf | Es | Fm | Md | No | Lr | Rf | Db | Sg | Bh | Hs | Mt | Ds | Rg | Cn | Nh | Fl | Mc | Lv | Ts | Og |